# Karl Ristikivi
Karl Ristikivi   (Varbla, 16 d'octubre de 1912 - Estocolm, 19 de juliol de 1977) va ser un escriptor estonià. És conegut com un dels millors escriptors estonians per les seves novel·les històriques.
Ristikivi va ser un dels primers escriptors estonians a crear un panorama complet de la urbanització del seu país. Un cop a l'exili suec, també va escriure la primera novel·la surrealista estonià, una obra molt influenciada per la filosofia existencialista. Va orquestrar un cicle impressionant de disset novel·les més altres llibres en una unitat polifònica amb una escala de temps que abraça la història europea durant dos mil·lennis. La seva invenció i l'ús d'un complicat sistema de mites i símbols es podrien comparar amb l'enfocament de l'escola dels escriptors semiòtics. L'humanisme, la religió cristiana i l'ètica tradicional es consideren el llegat principal de les seves obres.

## Biografia
Karl Ristikivi va néixer el 16 d'octubre de 1912 a Varbla a l'oest d'Estònia d'una criada soltera, Liiso Ristikivi, i va ser batejat Karp Ristikivi a la congregació ortodoxa oriental a la qual pertanyia la seva mare. Va passar la seva infantesa en diverses granges on la seva mare va trobar feina. El 1920, Ristikivi va començar a estudiar a una escola primària local on patiria humiliació per la seva il·legitimitat i el seu físic fràgil.

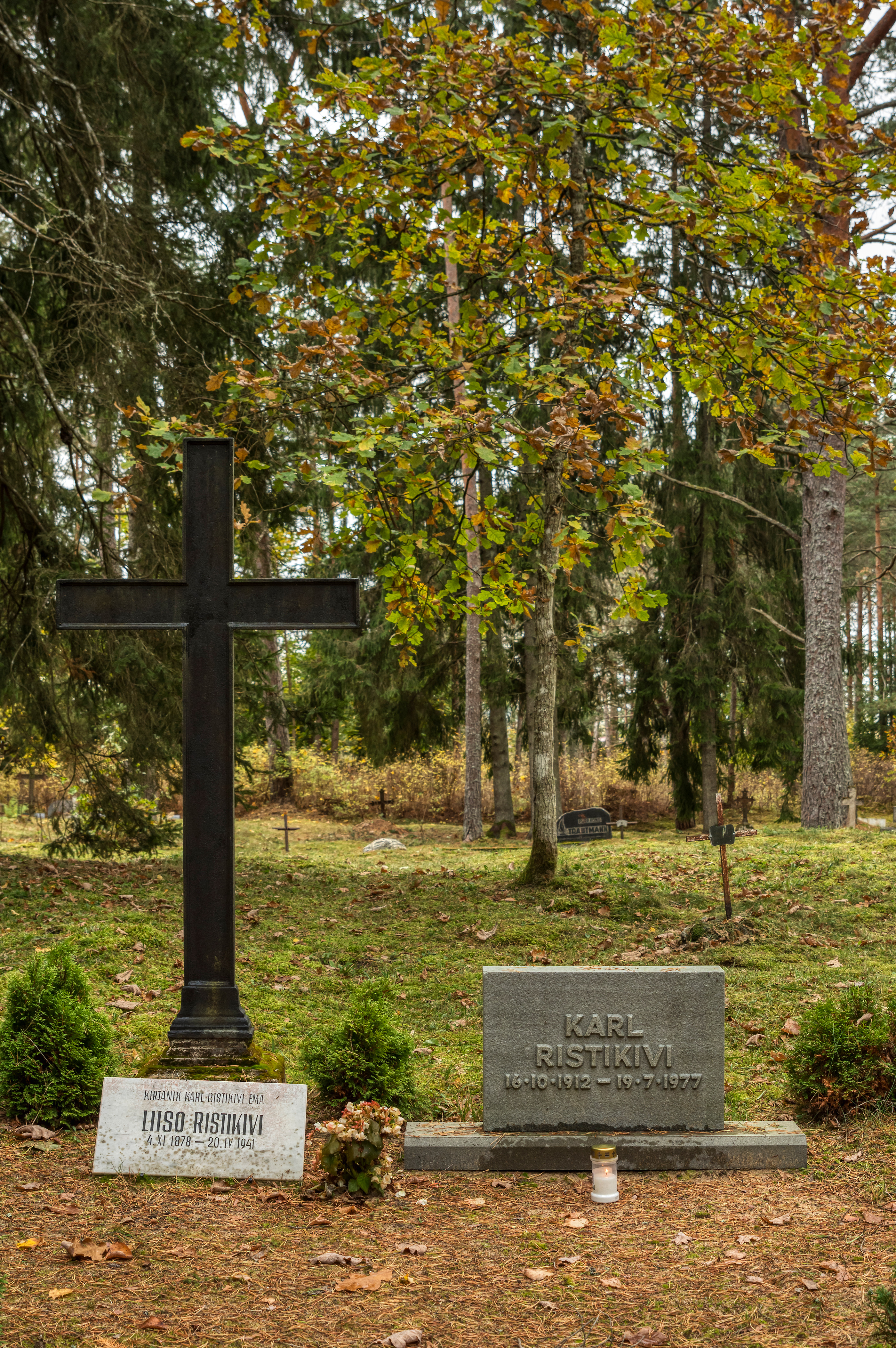
Les tombes de Karl Ristikivi i la seva mare a Paadrema, Estònia

Va obtenir alguns coneixements de literatura i història llegint llibres alemanys antics que va trobar a les golfes d'una casa pairal local; tot i que al principi no sabia l'idioma, li agradava mirar les imatges i preguntava als grans sobre el significat dels textos. En el procés va donar forma al seu propi món imaginari de cavallers medievals i ideals cristians.
El seu interès per la història i el seu talent per aprendre idiomes van fer de Ristikivi un èxit acadèmic a l'escola del poble. El 1927, un parent ric va oferir l'oportunitat de continuar els seus estudis, i Ristikivi va assistir llavors a l'Escola Comercial de Tallinn i al Col·legi de Tallinn; es va graduar en aquest últim el 1932. Les reminiscències dels residents més grans de la ciutat van despertar l'interès de Ristikivi pel primer període d'urbanització a Estònia a finals del segle XIX.
Ristikivi va començar la seva carrera literària escrivint contes per a revistes familiars, i als anys 30 va publicar una sèrie de llibres infantils amb personatges animals: El món volador ('Lendav maailm', 1935), La papallona blava ('Sinine liblikas', 1936), Amics ('Semud', 1936) i Companys ('Sellid', 1938). Els diners que va rebre per aquests treballs li van permetre matricular-se al departament de geografia de la facultat de matemàtiques i ciències naturals de la Universitat de Tartu el 1936, on va triar la sociologia com a assignatura principal.
Mentre estava a la universitat, va estar actiu a l'esquerra Estonian Students' Society Veljesto. Ristikivi es va graduar de la Universitat de Tartu cum laude el 1941.

## Vida posterior a l'exili suec
Gran part d'aquesta secció es basa en l'únic llibre més llarg que tracta sobre la vida de Karl Ristikivi, és a dir, Nirk, op. cit.
L'ocupació nazi-alemanya d'Estònia l'any 1941 va constituir un punt divisori en la vida de Karl Ristikivi. Ristikivi es va mobilitzar a l'exèrcit alemany. A mesura que l'ocupació alemanya es va afeblir, els estonians van començar a preocupar-se què passaria si els russos tornaven. Per a aquells que havien estat mobilitzats a l'exèrcit alemany, s'arriscaven a ser deportats al GULAG o a ser executats en cas que les tropes russes soviètiques reocupessin Estònia. Ristikivi va acabar treballant a l'Oficina d'Estònia a Hèlsinki, capital de la veïna Finlàndia. Però en algun moment del 1944, Ristikivi va decidir creuar-se a la Suècia neutral, de manera bastant legal, ja que fins i tot va obtenir un visat. Però mai tornaria a veure Estònia. Viurà la resta de la seva vida, 33 anys més, a la zona d'Estocolm i Uppsala.
Ristikivi va començar a escriure articles per a la premsa estoniana exiliada a Suècia. Però al final, per arribar a final de mes, va començar a treballar en una oficina d'assegurances mèdiques. Això significava que tota la seva obra a partir d'aleshores s'hauria de fer en el seu temps lliure. Les dues primeres novel·les que va escriure a l'exili van ser les de la Trilogia Inacabada. Encara parlaven d'Estònia, però a principis dels anys 50, Ristikivi devia haver patit algun tipus de crisi. No va completar la trilogia sinó que va començar a treballar en la que s'ha convertit en la seva novel·la més famosa La nit de les ànimes ('Hingede öö'; 1953).
Al voltant de l'època en què Ristikivi estava escrivint la seva novel·la històrica sobre Santa Caterina de Siena (The Bridal Veil op. cit.), Vello Salo l'entrevistava per a la Ràdio Vaticana sobre el seu treball anterior. Però sembla que no va ser una figura molt pública, dedicant gran part del seu temps lliure a escriure les seves novel·les i altres obres, i sobretot barrejant-se amb altres estonians exiliats en la seva vida social. No obstant això, Ristikivi va viatjar molt, sovint al sud d'Europa per mirar alguns dels escenaris de les seves novel·les posteriors.
A més d'escriure altres novel·les, Ristikivi va continuar escrivint nombroses crítiques i assaigs crítics, sobretot sobre literatura estoniana, per a la premsa estoniana exiliada i va ajudar el seu amic Bernard Kangro, també poeta i novel·lista a dirigir l'editorial Estonian Writers' Co-operative, ubicada en un suburbi de Lund, Estònia.
A part de dues traduccions de les seves primeres novel·les al finès, un parell de contes en suec i algunes traduccions russes recents de les seves novel·les clau, Karl Ristikívi continua sense ser traduït a cap altre idioma.
Es calcula que Karl Ristikivi va morir el 19 de juliol de 1977 al seu pis d'Östervägen, Solna, prop d'Estocolm, Suècia. El seu cos va ser trobat un temps després i se suposa que va morir a l'instant d'una hemorràgia cerebral. Va ser enterrat a Estocolm uns dies després. Un monument a Karl Ristikivi es va inaugurar al seu lloc de naixement a Estònia per commemorar el que hauria estat el seu 75è aniversari el 1987. Karl Ristikivi va ser enterrat a la part ortodoxa del cementiri de Skogskyrkogården, a Suècia. El 15 de setembre de 2017, una urna amb les cendres de Karl Ristikivi va arribar a la Unió d'Escriptors d'Estònia. Va ser enterrat el 28 d'octubre de 2017 al cementiri de Paadrema.

## Les trilogies, novel·les i contes: sinopsis i descripcions
Gran part del que s'escriu en aquesta secció s'extreu de Neithal (op. cit.) i ocasionalment de Nirk (op. cit.). Simplement no hi ha fonts en anglès ni, per tant, en suec, tot i que Ristikivi va passar aquests darrers 33 anys de la seva vida vivint a Suècia.

### La trilogia de Tallinn
Foc i ferro ('Tuli ja raud'; 1938); La morada d'un home just / En una casa estranya ('Õige mehe koda /Võõras majas'; 1940); El jardí d'herbes ('Rohtaed'; 1942)
El 1938 Ristikivi va publicar la seva primera novel·la, Foc i ferro. Ell i les seves dues novel·les següents tracten el procés d'urbanització ja que va afectar a tres classes representatives d'estonians: treballadors, comerciants i intel·lectuals, i formen el que s'anomena la seva trilogia de Tallinn.
Foc i ferro comença a la dècada de 1880 amb Jüri Säävel que va abandonar l'agricultura i es va traslladar a Tallinn, convertint-se així en membre del primer proletariat urbà d'Estònia. És testimoni de la revolució de 1905, la Primera Guerra Mundial, la declaració d'independència d'Estònia el 1918 i la posterior Guerra de la Independència. Al llarg de la seva vida conserva els seus ideals de treball dur, honestedat i caritat. Un dels seus fills mor en un accident; l'altre fill, continuant la tradició familiar de traslladar-se a llocs d'oportunitat econòmica, busca fortuna immigrant als Estats Units. Säävel envia el seu net orfe a la recentment fundada Universitat Tècnica de Tallin, establint així un patró de progrés: Säävel és un treballador de foneria, el seu difunt fill era enginyer de trens i el net obté una llicenciatura en enginyeria.
Tanmateix, també es veu un patró invers: el net es divorcia de la seva dona, deixant-la amb un fill. Säävel mor sense perdonar al seu net, però la resta de la família segueix vivint junts per criar el nen.
Foc i ferro va ser l'esdeveniment literari de l'any i va guanyar el primer premi al concurs de ficció de l'editorial Loodus. Els diners del premi van permetre a Ristikivi continuar els seus estudis; encara més important per al jove novel·lista va ser una carta pública de lloança d'AH Tammsaare, el clàssic vivent de la literatura estoniana. Les paraules d'encoratjament de Tammsaare suggereixen que l'escriptor més gran era conscient del deute de Ristikivi amb el cicle de novel·les èpiques de Tammsaare Veritat i justícia ('Tõde ja õigus', 1926–1933). Altres influències en la trilogia de Tallinn de Ristikivi van ser les novel·les de Charles Dickens, John Galsworthy i Thomas Mann i, estranyament, la pel·lícula de Hollywood Cavalcade de 1933.
El juny de 1940 l'exèrcit soviètic va envair i ocupar Estònia. Una de les conseqüències de l'ocupació comunista va ser que quan es va publicar la següent novel·la de la trilogia de Ristikivi el desembre de 1940, les autoritats van canviar el seu títol de La morada d'un home just de l'autor a En una casa estranya perquè es pensava que el títol original era massa bíblic.
A En una casa estranya, Jakob Kadarik, un orfe, es cria a la casa d'un ric comerciant alemany propietari d'uns grans magatzems en un lloc privilegiat de Tallinn. Jakob està avergonyit del seu origen camperol i obsessionat per tirar endavant. Per recompensar el seu servei obstinadament fidel, la seva humilitat i la seva perspicàcia empresarial, el comerciant dóna a Jacob la mà d'una de les seves filles, que d'altra manera continuaria sent una vella donzella. Una altra filla, però, rebrà un dot molt més gran, de manera que Jakob s'endinsa en una intriga per la qual aconsegueix que l'altra germana es casi amb ell. Dècades després, la vida a la casa Kadarik és exteriorment esplèndida: Estònia és una república independent; els estonians han substituït els alemanys bàltics en els negocis i la societat; i Jacob ara és propietari dels grans magatzems. La felicitat real escapa a Jakob, però. La seva dona no li ha perdonat la maniobra cobdiciosa i fraudulenta que va portar a la seva unió i mai l'ha estimat. Llavors el negoci fracassa. Després de la mort de la dona, els fills troben el seu diari, que revela la lletja veritat sobre el seu matrimoni; com a resultat, s'allunyen del seu pare. La botiga de Jakob es crema; se sospita d'haver calat el foc per cobrar l'assegurança; i un dels seus fills se suïcida.
El protagonista de la tercera novel·la El jardí d'herbes, Juulius Kilimit, és fill d'un mestre d'escola del poble, viu en un món fantàstic d'esteticista. Fuig en la seva ment cap a un idil·li folklòric, agafant el seu impuls cap a la llibertat dels clàssics alemanys i grecs. Però el seu déu no es troba als boscos d'Arcàdia, sinó al paisatge d'Estònia, on busca les seves arrels. Mentre que la literatura estoniana de l'època retratava sovint l'intel·lectual amb una mica de ridícul, Ristikivi tria els seus ideals d'un jardí d'herbes simbòlics. La generació més jove intenta soscavar aquests sentiments. L'autor deixa prevaldre els valors romàntics i positius, ja que la novel·la havia estat planificada abans de les invasions soviètiques i nazis a la seva terra natal.

### La trilogia inacabada
La trilogia inacabada: Tot el que va ser (Kõik, mis kunagi oli; 1946); No va passar res (Ei juhtunud midagi; 1947)
Mentre Ristikivi vivia a Estònia també es van esbossar les dues novel·les de la trilogia inacabada, que van aparèixer a l'exili suec el 1946 i el 1947, respectivament. Aquestes són les últimes novel·les que Ristikivi va escriure que estan ambientades i examinen Estònia.
La primera de les dues novel·les, Tot el que va ser és, no en va les circumstàncies, una visió nostàlgica d'Estònia, plena de diumenges i la flor dels arbres fruiters a la primavera. És el cant del cigne del vell clergue August Tammik quan s'acosta la mort.
Però el teló de fons de la segona novel·la, No va passar res, és la trista realitat de l'ocupació soviètica d'Estònia i l'establiment allà de bases militars soviètiques, l'èxode massiu dels alemanys bàltics, el títol és irònic, ja que van passar moltes coses durant aquest temps, esdeveniments que marcarien el destí d'Estònia durant el següent mig segle.

#### La nit de les ànimes
Aquesta novel·la -La nit de les ànimes (Hingede öö; 1953)- es considera l'obra mestra de Ristikivi. És una novel·la que tracta de l'alienació molt personal i la crisi existencial que viu un estranger en una terra estranya. El mateix Ristikivi estava ara a l'exili a Suècia sense cap esperança de tornar mai a Estònia. L'espai on es mou la novel·la és un edifici del centre d'Estocolm on el protagonista entra la nit de Cap d'Any, amb l'esperança de fugir de la sorollosa multitud d'embriacs dels carrers, però també d'assistir a un concert. Però acaba passejant amunt i avall per aquesta casa laberíntica, trobant-se gent, mantenint converses desconcertants i mai encaixant-se del tot ni entrant en contacte proper amb ningú. Els epigrames de l'inici dels capítols estan extrets, per exemple, de John Bunyan, Walt Whitman, TS Eliot, Edgar Allan Poe, Christian Morgenstern, Lewis Carroll, AE Housman, Oscar Wilde i el poeta finlandès Uuno Kailas, que és el que Ristikivi estava llegint en aquell moment. La segona meitat de la novel·la, titulada Els set testimonis, comença amb una estranya escena de la sala d'espera on el protagonista sembla estar en els llimbs entre dos països, incapaç de continuar, sense poder tornar. A continuació hi ha una escena de cort onírica que és semblant a la que viu l'antic acadèmic, el doctor Isak Borg, a la pel·lícula d'Ingmar Bergman Wild Strawberries (1957). Cada testimoni representa un dels set pecats capitals. Entre aquestes dues seccions hi ha una carta a una tal senyora Agnes Rohumaa, que treu el lector a la terra, fora dels somnis durant un temps. La novel·la acaba amb una nota relativament optimista. El protagonista gairebé no renaix, però una sèrie de qüestions han quedat més clares.
Ristikivi ha documentat alguns dels impulsos que van portar a aquesta novel·la. El primer germen d'una idea va ocórrer quan caminava sol cap a casa una nit de Cap d'Any pels carrers gairebé buits d'Uppsala, Suècia, a mitjans dels anys quaranta. Aleshores va concebre una història curta (que no es va escriure mai) on un jove entra en un edifici completament desconegut, i no és la gent que hi ha dins la que s'avergonyeix del fet que sigui un desconegut, sinó el mateix jove. Aquesta idea va agafar quan Ristikivi va celebrar l'Any Nou a la Sala de Concerts d'Estocolm uns anys més tard. També hi ha referències musicals i literàries en la descripció que fa Ristikivi de la gènesi d'aquesta novel·la com la 7a simfonia de Beethoven, els falsificadors de Gide i el còctel de TS Eliot. Però Ristikivi afirma que, en aquell moment, encara no havia llegit Kafka.

### La Trilogia de la Crònica
La Trilogia de la Crònica - La bandera ardent ('Põlev lipp'; 1961); L'últim bastió ('Viimne linn'; 1962); Els genets de la mort ('Surma ratsanikud'; 1963)
Ristikivi va canviar completament el seu estil per a aquesta trilogia les novel·les de la qual estan ambientades durant el període de les croades entre 1266 i 1311. Si la novel·la anterior era un relat íntim, aquests tres estan escrits amb un estil de crònica una mica impersonal.
La bandera ardent descriu la vida del jove comte alemany Konrad von Hohenstaufen i els seus intents de recuperar el control del Regne de Sicília que abans havia estat governat pels seus avantpassats, però les seves forces pateixen la derrota i ell és assassinat.
L'últim bastió descriu els intents dels cristians de prendre Acre (també conegut com Akka o Akkon), i els dramàtics esdeveniments, plens de sacrifici, que van tenir lloc a la Palestina de 1291.
A Els genets de la mort, les croades com a tals acaben d'acabar, però Occident encara llança incursions que inclouen les gestes de la famosa Companyia Catalana, és a dir, els genets de la mort, que van gaudir de victòries a Àsia Menor el 1302 i el 1311.

### L'illa dels miracles
L'illa dels miracles ('Imede saar'; 1964). Aquesta novel·la curta forma un interludi en la producció de Ristikivi. Es tracta d'una al·legoria, basada en part en les obres d'autors utòpics famosos com Thomas More i Tommaso Campanella, i sobretot la idea platònica d'una bona societat. La utopia és un arxipèlag anomenat Allotria, que té trets de la nostra societat occidental moderna. La humanitat s'ha convertit aquí en víctima de la seva pròpia llibertat. El llibre és, doncs, una obra antiutòpica. Allotria s'enfronta al regne Heliodorià que és les restes d'una antiga tirania i s'amaga dins del cràter d'un volcà. Aquesta és una nació agressiva i Allotria, un estat del benestar, ignora el seu comportament amenaçador. El llibre és, doncs, un examen al·legòric de com interactuen les democràcies i els països totalitaris. Com d'egoistes poden ser les democràcies, o potser haurien d'estar dirigides per idealistes que exigeixen un cert grau de sacrifici nacional? L'al·legoria està escrita en forma de viatge l'any 1348 a Allotria. Té un to del tot més lleuger que la trilogia històrica anterior.

### La trilogia biogràfica
La trilogia biogràfica - El vel de núvia (Mõrsjalinik; 1965); La cançó de l'alegria (Rõõmulaul; 1966); L'aprenent de bruixeria (Nõiduse õpilane; 1967)
El vel de núvia és la història de Catarina Benincasa (1347-1380) més coneguda com Santa Caterina de Siena. Ristikivi s'allunya de la part mística central de la seva vida, en lloc de centrar-se en la seva via dolorosa per aconseguir la santedat en aquesta vida. Com a dona i idealista en el món d'un home aspre, sovint és tractada amb sospita. Ella espera conquerir els mals d'aquest món per mitjans morals. La novel·la descriu la seva lluita personal, però també la política a la Itàlia del segle XIV. Cada capítol es divideix en dues parts. La primera part s'assembla més a una crònica, la segona és la visió personal d'algú que va conèixer Catherine. En aquesta novel·la es tracten els ideals cristians i els problemes existencials.
La segona novel·la d'aquesta trilogia, La cançó de l'alegria explica la història del bard i compositor gal·lès medieval David i es pregunta si la música es pot contrarestar als mals d'aquest món. El títol fa al·lusió a l'Oda a l'alegria, és a dir, Schiller i Beethoven. Però la música de David sembla que no millora aquest món de cap manera, perquè a mesura que es fa més ampli, el món que l'envolta es fa més malvat. Un tema clau és el camí de qualsevol persona a través de la vida, i fins a quin punt és possible que aquest món sigui millorat pels actes dels individus. També es tracta de posar l'altra galta.
L'aprenent de bruixeria, la tercera novel·la, tracta sobre el pensador i metge medieval Johannes Faber, un científic amb l'esperit de Faust. Es troba atrapat entre les exigències de la ciència i el dogma de l'església. L'acció de la novel·la transcorre durant els tres darrers dies de la vida de Johannes Faber mentre explica al sacerdot Domican Anselm tot sobre la seva vida mentre espera ser cremat a la foguera. Aquesta novel·la és una elegia, però l'alegria intel·lectual brilla.

### Les Portes de Sigtuna
Les Portes de Sigtuna (Sigtuna väravad; 1968) (prosa curta). Aquest llibre consta de deu relats breus amb títols com El filòsof que no va aprendre a callar, Creador de la pròpia alegria, Don Juan i la Mare de Déu Joana . Ristikivi torna a examinar paradoxes i dilemes morals. La història de Don Joan és on coneix Joana d'Arc, potser al cel, i tenen el seu diàleg.

### La darrera trilogia
La darrera trilogia. Cors nobles o dos amics a Florència (Õilsad südamed ehk kaks sõpra Firenzes; 1970); Dents de drac (Lohe hambad; 1970); Un joc doble (Kahekordne mäng; 1972)
Com diu el crític Reet Neithal (op. cit.), Ristikivi desenvolupa i resumeix la seva obra en aquesta, la seva última, trilogia.
La primera novel·la, Cors nobles o dos amics a Florència té una estructura força complexa i està ambientada al Londres dels anys 60 en el món del teatre on s'està posant en escena una obra ambientada a l'Anglaterra de Cromwell als anys 40. Aquesta obra al seu torn descriu la vida i la mort de Savonarola a Florència el 1398. Ristikivi utilitza aquest llibre per examinar la política de la seva època a manera d'analogia. la història es repeteix. Les amistats són buides i la gent està conspirant tot el temps. També hi ha escenes breus de l'obra que el mateix Ristikivi ha inventat. El narrador fins i tot fa una petita broma d'actualitat a la pàgina 10 d'aquesta novel·la, quan es refereix a l'autor de l'obra, Richard Cliff, que un tal Mr Cliff Richard pot haver-li manllevat el seu pseudònim.
La segona novel·la, Dents de drac, està ambientada a l'Espanya i als Països Baixos del segle XVI, a més de descriure la vida d'un català refugiat a París l'any 1949, Joaquim Barrera, el fill del qual Pablo tradueix i comenta la trilogia del seu pare. L'estructura és, doncs, una novel·la dins d'una novel·la. A la trilogia, hi ha dos personatges principals, l'idealista Ruy Pons de Granollers es descriu a la llum d'objectius polítics i sacrificis inútils, i un flamenc més real, Jan Bleis. Es tracta, fins a cert punt, d'una metanovel·la sobre la filosofia de la història des d'un punt de vista pessimista.
La tercera novel·la, Un joc doble torna a ser un examen de la història i la moral, però en forma de misteri d'assassinat. Part de la feina de detectiu l'ha de fer el lector.

### Un diari de Roma
Un diari de Roma (Rooma päevik; 1976). L'últim llibre de Ristikivi està ambientat a la Roma del segle XVIII, entre ruïnes i edificis històrics. Es va publicar un any abans de la mort de l'autor. Tal com el crític Reet Neithal descriu el llibre com: «El cant del cigne [de Ristikivi], un diari de viatge poètic i de textura fina que no descriu tant els llocs de viatge – famosos monuments de Roma- com l'estat d'ànim del protagonista i les seves accions com a resultat d'aquests. Aquest diari espiritual subtil és una de les obres més personals de l'autor». El protagonista (és a dir, l'autor del diari) es diu Kaspar von Schmerzburg (Schmerz és l'alemany per al dolor). Camina entre les ruïnes del que abans va ser un gran imperi, és a dir, el romà. Camina per les catacumbes i els túnels, i així veu allò que s'amaga i també es veu fàcilment des del carrer. Ristikivi mostra el seu costat més melangiós i pessimista.

## Obres

### Novel·les per ordre cronològic
- Tuli ja raud (Foc i ferro, 1938)[11]
- Õige mehe koda (La morada d'un home just, 1940)[12]
- Rohtaed (El jardí d'herbes, 1942)[13]
- Kõik mis kunagi oli (Tot el que va ser, 1946)[14]
- Ei juhtunud midagi (No va passar res, 1947)
- Hingede öö (La nit de les ànimes, 1953)[15]
- Põlev lipp (La bandera ardent, 1961)[16]
- Viimne linn (L'últim bastió, 1962)[17]
- Surma ratsanikud (Els genets de la mort, 1963)[18]
- Imede saar (L'illa de les meravelles, 1964)[19]
- Mõrsjalinik (El vel de núvia, 1965)[20]
- Rõõmulaul (El Cant de l'Alegria, 1966)[21]
- Nõiduse õpilane (L'aprenent de bruixeria, 1967)[22]
- Õilsad südamed (Cors Nobles, 1970)
- Lohe hambad (Dents de drac, 1970)[23]
- Kahekordne mäng (Un joc doble, 1972)
- Rooma päevik (Un diari de Roma, 1976)[24]

### Col·leccions de prosa curta
- Sigtuna väravad (Les portes de Sigtuna, 1968)
- Klaassilmadega Kristus (Crist amb ulls de vidre, 1980)

### Altres publicacions
- Semud (llibre infantil sobre cadells), Tallinn, 1936.[25]
- Sellid (llibre infantil sobre gatets), Tallinn, 1938.[26]
- Eesti kirjanduse lugu (Història de la literatura estoniana; monografia), Tõrvik (editor), Vadstena, Suècia, 1954, 136 pàgines.
- Bernard Kangro (biografia de l'autor), Estonian Writers' Co-operative (editor), Lund, Suècia, 1967, 80 pàgines.
- Inimese teekond (Un viatge d'un home; poemes col·leccionats), Estonian Writers' Co-operative (editor), Lund, Suècia, 1972, reimpressió Eesti Raamat (editor), Tallinn, 1990, 76 pàgines.
- Kirjad romaanist (Cartes sobre la novel·la ; correspondència amb Bernard Kangro sobre la novel·la), Estonian Writers' Co-operative (editor), Lund, Suècia, 1985, 80 pàgines.
- Hurmakägu on surma nägu (El cucut encantador és el rostre de la mort; novel·la policial escrita en suec amb el pseudònim de Christian Steen, traduïda a l'estonià per Jaan Kross), Kupar (editor), Tallinn, 1992, 190 pàgines.
- Viimne vabadus (L'última llibertat, col·lecció d'assajos), editora Janika Kronberg, Ilmamaa (editorial), Tartu, 1996, 544 pàgines.
- Päevaraamat (1957–1968) (Diari, 1957-1968 ; diaris), editor Janika Kronberg, Varrak (editor), Tallinn, 2008, 1.112 pàgines.

## Biografies i obres de referència sobre Karl Ristikivi (en estonià)
De moment, no hi ha cap obra de referència de llibres ni articles més llargs sobre la vida i l'obra de Karl Ristikivi en cap altra llengua que no sigui l'estonià. Aquests són els que estan disponibles:
- Arvo Mägi: Karl Ristikivi (idem), Estonian Writers' Co-operative, Lund, Suècia, 1962, 64 pàgines.
- Endel Nirk: Teeline ja tähed (Wayfarer and Stars), Eesti Raamat (editor), Tallinn, 1991, 288 pàgines.
- Reet Neithal: Karl Ristikivi - arengulooline essee (Karl Ristikivi - el seu desenvolupament com a autor), Koolibri, Tallinn, 1994, 72 pàgines.
- Karl Ristikivi 75 . Una sèrie de dos volums de 24 assaigs, publicats per al que hauria estat el 75è aniversari de Ristikivi, Estonian Writers' Union (editor), Tallinn, 1988, 230 pàgines en total.
- Karl Ristikivi - Personaalnimestik (Karl Ristikivi - Bibliografia), Eesti TA Raamatukogu (editor), Tallinn, 1992, 138 pàgines.
- Eesti kirjanike leksikon (Diccionari d'autors estonià), Eesti Raamat (editor), 2000, entrada per a Karl Ristikivi pàgines 268–270.